# Florin Şerban

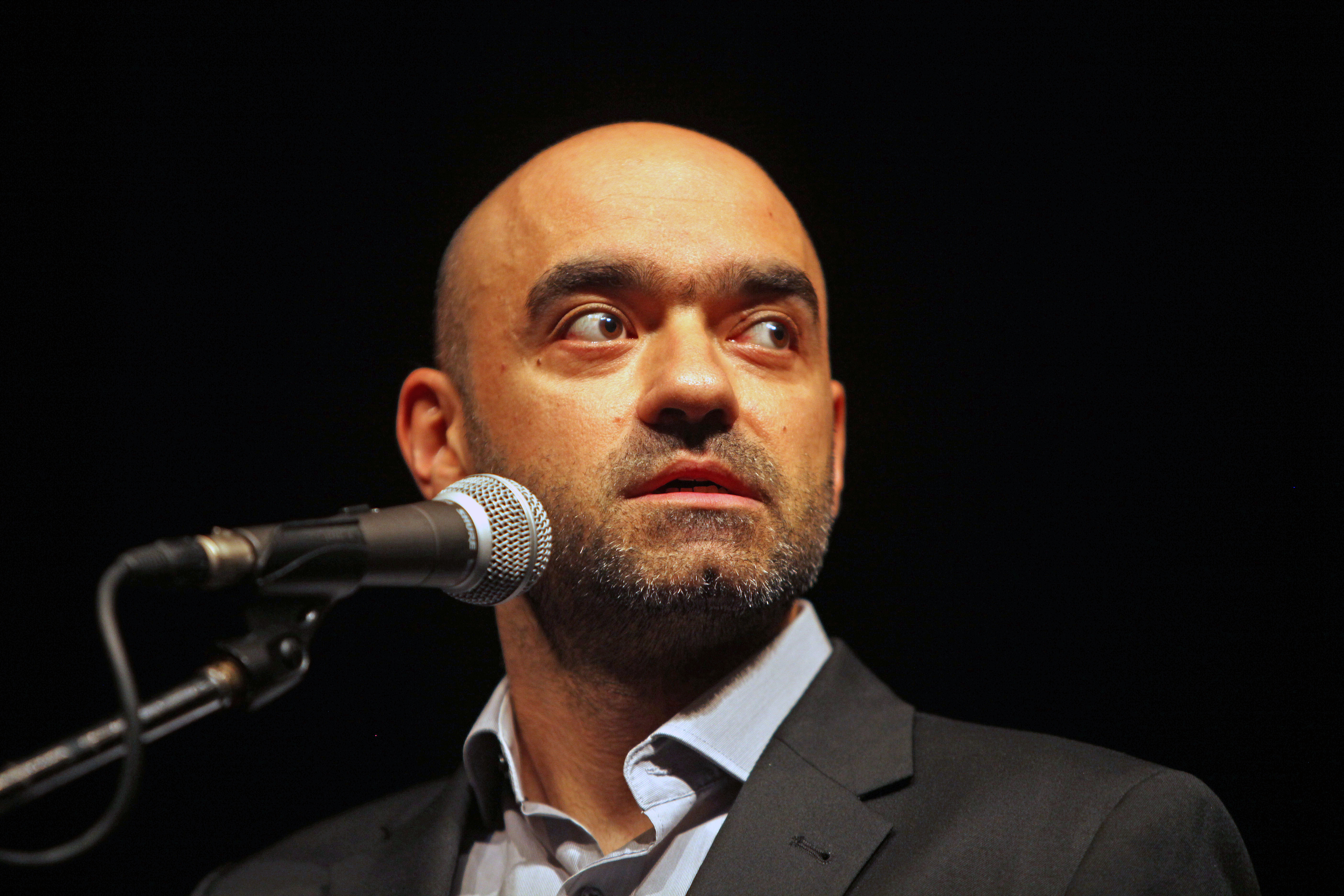
Florin Şerban al Festival internazionale del cinema di Karlovy Vary, luglio 2015

Florin Şerban (Reșița, 21 gennaio 1975) è un regista e sceneggiatore rumeno.

## Biografia
Nel 2010 il suo film Se voglio fischiare, fischio  ha vinto l'Orso d'argento, gran premio della giuria.

## Filmografia parziale
- Mecano - cortometraggio (2001)
- Emigrant (2009)
- Se voglio fischiare, fischio (Eu cand vreau sa fluier, fluier) (2010)
- Box (2015)
- Dragoste 1: Câine (2018)
- Dragoste 2: America (2020)